# Harapan (Pemulutan)
Harapan is een bestuurslaag in het regentschap Ogan Ilir van de provincie Zuid-Sumatra, Indonesië. Harapan telt 931 inwoners (volkstelling 2010).